# Düsterer Ruhm
Düsterer Ruhm ist ein Fantasy-Zyklus von Michael A. Stackpole. Der Zyklus wurde von Reinhold H. Mai übersetzt und erscheint beim Piper Verlag.
Der Zyklus besteht aus sieben Bänden und einer Kurzgeschichte, die in einem Roman, der mehrere Kurzgeschichten enthält, veröffentlicht wurde.
1. Zu den Waffen!
2. König der Düsterdünen
3. Festung Draconis
4. Blutgericht
5. Drachenzorn
6. Der große Kreuzzug
7. Die Macht der Drachenkrone
8. Die Nacht der düsteren Träume (Ergänzungsroman)

## Handlung
Die Ereignisse der Romane spielen auf einer von Stackpole entworfenen Fantasywelt. Hintergrund der Erzählungen ist der Kampf des Südens gegen den Norden. Die südlichen Reiche bestehen aus verschiedenen Königreichen, welche primär von Menschen bewohnt sind. Der wilde Norden wird von der Zauberfürstin Kytrin angeführt, deren Ziel die Unterwerfung des Südens ist. Die Welt ähnelt anderen genreüblichen Fantasywelten, jedoch bringt Stackpole neue Rassen und Kreaturen ein. Ein Volk (Aelfen) ähnelt den Elben aus J. R. R. Tolkiens Mittelerde, weist jedoch etliche Unterschiede auf. Andere Völker wie Schnatterer, Panqs (humanoide intelligente Echsen) und Gyrkyme (geflügelte Elfen) sind gänzlich neu.
Der erste Band Zu den Waffen! ist aus der Sicht des jungen Tarrant Valkener geschrieben, der an einem Feldzug gegen Kytrin teilnimmt. Die in diesem Band beschriebenen Ereignisse spielen 25 Jahre vor der Handlung der folgenden Bücher und viele der in diesem Buch beschriebenen Personen tauchen in späteren Bänden wieder auf.
In den folgenden Bänden werden neue Protagonisten eingeführt, die im Laufe der Geschichte häufig erst noch in ihre Rolle als Helden hereinwachsen müssen. Will Norderstett, der Sohn eines der Helden aus dem ersten Band, weiß nichts von seiner Herkunft und verbringt sein Leben als Dieb in den Slums einer Hafenstadt. Kjarrigan Lies, ein junger Magier mit beachtlichem Potential, besitzt kaum Erfahrung in weltlichen Dingen.
Jedes Kapitel ist aus der Sichtweise eines Protagonisten geschrieben, so dass dem Leser deren Perspektive etwas nähergebracht wird. Des Weiteren ist erwähnenswert, dass die Helden während ihrer Abenteuer nicht nur von Schlacht zu Schlacht hetzen, sondern auch viel auf die Hintergrundverflechtungen und die Politik zwischen den einzelnen Reichen der Welt eingegangen wird.